# WNT16
WNT16‏ (Wnt family member 16) هوَ بروتين يُشَفر بواسطة جين WNT16 في الإنسان.